# Anisostachya aequiloba
Anisostachya aequiloba är en akantusväxtart som beskrevs av Raymond Benoist. Anisostachya aequiloba ingår i släktet Anisostachya och familjen akantusväxter. Inga underarter finns listade i Catalogue of Life.